# Сітно (Мазовецьке воєводство)
Сітно (пол. Sitno) — село в Польщі, у гміні Вишкув Вишковського повіту Мазовецького воєводства.
Населення — 184 особи (2011).
У 1975-1998 роках село належало до Остроленцького воєводства.

## Демографія
Демографічна структура станом на 31 березня 2011 року:
|          | Загалом | Допрацездатний вік | Працездатний вік | Постпрацездатний вік |
| -------- | ------- | ------------------ | ---------------- | -------------------- |
| Чоловіки | 86      | 24                 | 54               | 8                    |
| Жінки    | 98      | 27                 | 49               | 22                   |
| Разом    | 184     | 51                 | 103              | 30                   |